# Ваэна, Натаниел Рахумаэа
Сэр Натаниел Рахумаеа Ваэна, (англ. Nathaniel Rahumaea Waena; родился 1 ноября 1945 года) — политик Соломоновых Островов.
В 1984—2004 — член парламента, заместитель его спикера, с 2000 — заместитель премьер-министра и министр провинциального правительства, затем министр национального единства, мира и примирения . 15 июня 2004 избран генерал-губернатором Соломоновых островов парламентом 27 голосами из 41, победив действующего генерал-губернатора Джона Лапли (6 голосов) и бывшего премьер-министра страны Питера Кенилореа (8 голосов), вступил в должность 7 июля.
15 июня 2009 года проиграл выборы Фрэнку Кабуи (30 голосов), получив всего 7 голосов, и покинул пост генерал-губернатора 7 июля. 